# Firmo Braga
Firmo José da Costa Braga (Cametá, 1 de junho de 1859 - Rio de Janeiro, 05 de janeiro de 1921) foi um senador do Brasil durante a República Velha (ou Primeira República).

## Biografia
Formado em ciências naturais pela Escola Politécnica de Lisboa em 1880 e em medicina
pela Escola Médico-Cirúrgica de Lisboa em 1886. Além de médico, exerceu as funções de jornalista e político.
Na vida pública ocupou os seguintes cargos: deputado estadual (1893-1899), deputado federal (1912-1914) e senador (1918-1921) em todas as funções foi um representante do estado do Pará.
Foi o fundador do jornal Folha da Noite, no Pará e foi um colaborados da A Província do Pará e Folha do Norte.